# Macoumba Kandji
Macoumba Kandji (Nacido el 2 de agosto de 1985 en Dakar, Senegal) es un futbolista del FC Lahti de la Veikkausliiga de Finlandia.

## Fútbol profesional
Nacido en Dakar, Senegal, Kandji emigró a los Estados Unidos en condición de refugiado en el 2003. Debutó en el fútbol profesional con el Atlanta Silverback U23's, un equipo filial del Atlanta Silverbacks, y en 2007, debutó ya con la casaca del Atlanta Silverbacks. Con los Silverbacks Kandji se convirtió en unas de las principales figuras de la USL First Division. En el 2008 en 21 partidos convirtió 11 goles y repartió 5 assistencias con Atlanta. 
Tras su gran temporada el Red Bull New York de Major League Soccer se fija en Kandji. Kandji fue cedido a Nueva York con una opción de compra. El club de Nueva York ejerció la opción en el 2009 y compró los derechos del jugador.

## Clubes
| Club                | País           | Año           |
| ------------------- | -------------- | ------------- |
| Atlanta Silverbacks | Estados Unidos | 2006-2008     |
| New York Red Bulls  | Estados Unidos | 2008-2010     |
| Colorado Rapids     | Estados Unidos | 2010-2012     |
| Houston Dynamo      | Estados Unidos | 2012-2013     |
| Kalloni FC          | Grecia         | 2013          |
| Levadiakos FC       | Grecia         | 2013          |
| HJK Helsinki        | Finlandia      | 2013-2014     |
| Al-Faisaly (Harmah) | Arabia Saudita | 2014-2015     |
| HJK Helsinki        | Finlandia      | 2015          |
| FC Inter Turku      | Finlandia      | 2017          |
| FC Honka            | Finlandia      | 2018          |
| Sanat Naft FC       | Irán           | 2019          |
| FC Honka            | Finlandia      | 2019-2020     |
| FC Lahti            | Finlandia      | 2021-presente |